# Arcidiecéze palembangská
Arcidiecéze Palembang je římskokatolická metropolitní arcidiecéze v Indonésii.

## Území
Nachází se v jižní části ostrova Sumatra, včetně provincií Jižní Sumatra, Jambi a Bengkulu.
Biskupským sídlem je město Palembang, kde se nachází katedrála Santa Maria.
Sufragánní diecéze:
- diecéze pangkalpinangská
- diecéze tanjungkarangská

## Historie
Dne 27. prosince 1923 byla brevem Cum propagationi papeže Pia XI. zřízena z části území apoštolské prefektury Sumatra nová apoštolská prefektura Benkoelen.
Dne 13. června 1939 byla papežskou bulou Apostolica papeže Pia XII. povýšena na apoštolský vikariát Palembang.
Dne 19. června 1952 byla část jejího území připojena k nové apoštolské prefektuře Padang a prefektuře Tandjung-Karang.
Dne 3. ledna 1916 byl vikariát bulou Quod Christus papeže Jana XXIII. povýšen na diecézi.
Dne 1. července 2003 byla diecéze bulou Pascendi Dominici gregis papeže Jana Pavla II. povýšen na metropolitní arcidiecézi.

## Seznam biskupů a arcibiskupů

### Apoštolská prefektura Benkoelen
- 1924–1926 Enrico Smeets, S.C.I.
- 1927–1934 Harrie van Oort, S.C.I.
- 1934–1939 Henri Martin Mekkelholt, S.C.I.

### Apoštolský vikariát Palembang
- 1939–1961 Henri Martin Mekkelholt, S.C.I.

### Diecéze Palembang
- 1963–1997 Joseph Hubertus Soudant, S.C.I.
- 1997–2003 Aloysius Sudarso, S.C.I.

### Arcidiecéze Palembang
- 2003–2021 Aloysius Sudarso, S.C.I.
- od 2021 Yohanes Harun Yuwono